# 40 Brygada Zmechanizowana (Bundeswehra)
40 Brygada Zmechanizowana, (40 Brygada Grenadierów Pancernych „Mecklenburg“) (niem. Panzergrenadierbrigade 40 „Mecklenburg“, PzGrenBrig 40) – zmechanizowany związek taktyczny Bundeswehry istniejący od 1 lipca 1991 do 30 września 2002, podlegający 14 Dywizji Zmechanizowanej (14. Panzergrenadierdivision). Stacjonował w aglomeracji Schwerina, w kraju związkowym Meklemburgia-Pomorze Przednie.

## Historia
Brygada została sformowana po zjednoczeniu Niemiec w 1990 z części dawnej 8 Zmotoryzowanej Dywizji Strzeleckiej (8. Mot.-Schützendivision) Nationale Volksarmee NRD i początkowo nosiła nazwę 40 Brygada Obrony Terytorialnej (Heimatschutzbrigade 40). Sformowano ją z 27 pułku zmotoryzowanego (Motorisiertes Schützenregiment) w Göhrener Tannen (dzielnica Schwerina), 29 pułku zmotoryzowanego w Hagenow, 1 batalionu rozpoznawczego i inżynieryjnego (1 Aufklärungs- und Pionierbataillon) w Hagenow, Oddziału Logistycznego (Logistiktruppen) w Karow (dzielnica Plau am See), dywizjonu artylerii rakietowej (Raketenabteilung) w Goldbergu i pułku artylerii (Artillerieregiment) w Rostocku. Brygada początkowo podlegała Dowództwu Okręgu Wojskowego VIII (Wehrbereichskommando VIII). W 1995 jednostka ta została przemianowana na Dowództwo Okręgu Wojskowego VIII / 14 Dywizja Grenadierów Pancernych (Wehrbereichskommando VIII / 14. Panzergrenadierdivision), a w 1997 przemianowano ją w 40 Brygadę Zmechanizowaną (Panzergrenadierbrigade 40), która podlegała 14 Dywizji Pancernej (14. Panzergrenadierdivision). 
W 1997 brygada składała się z 403 batalionu pancernego (Panzerbataillon), 404 batalionu pancernego, 400 kompanii przeciwpancernej (Panzerjägerkompanie) - wszystkie w Göhrener Tannen), 401 batalionu grenadierów oancernych (Panzergrenadierbataillon), 402 batalionu grenadierów pancernych, 400 pancernej kompanii saperów(Panzerpionierkompanie) - wszystkie w Hagenow), jak również z 405 batalionu artylerii pancernej (Panzerartilleriebataillon) w Dabel. Brygada została rozformowana 30 września 2002, a tylko niektóre jej jednostki weszły w skład 41 Brygady Zmechanizowanej (Panzergrenadierbrigade 41).

## Oznaka rozpoznawcza
Oznaka rozpoznawcza brygady przedstawia głowę byka w koronie, identycznie jak w herbie Meklemburgii-Pomorza Przedniego, czyli miejscem sformowania brygady. Głowa byka była zawsze częścią herbu rodów Meklemburgii. Tarcza oznaki podzielona jest na trzy części: od góry do dołu utrzymano kolory ultramaryny, barwy żółtej i cynobru. Jeśli chodzi o dobór i kolejność barw, jest ono identyczne jak we fladze fladze Meklemburgii-Pomorza Przedniego, na której również widnieje byk.

## Dowództwo
| Lp. | Imię i nazwisko        | Okres                              |
| --- | ---------------------- | ---------------------------------- |
| 1.  | płk Reinhard Reichhelm | 1 czerwca 1991 - 31 Marca 1995     |
| 2.  | płk Wolfgang Sauer     | 1 kwietnia 1995 - 31 sierpień 1999 |
| 3.  | płk Volker Wieker      | 1 września 1999 - 30 września 2002 |